# گنی چترا
گنی چترا (به انگلیسی: Gani Chatra) یک منطقهٔ مسکونی در پاکستان است که در خیبر پختونخوا واقع شده‌است.